# Asen Muradov
Asen Selimov Muradov –en búlgaro, Асен Селимов Мурадов– (1 de agosto de 1991) es un deportista búlgaro que compitió en halterofilia. Ganó una medalla de plata en el Campeonato Europeo de Halterofilia de 2013, en la categoría de 56 kg.

## Palmarés internacional
| Campeonato Europeo | Campeonato Europeo | Campeonato Europeo | Campeonato Europeo |
| Año                | Lugar              | Medalla            | Categoría          |
| ------------------ | ------------------ | ------------------ | ------------------ |
| 2013               | Tirana (Albania)   | Medalla de plata   | 56 kg              |